# Borovnik (Kornat)
Borovnik je nenaseljeni otočić u hrvatskom dijelu Jadranskog mora.
Njegova površina iznosi 0,279 km². Dužina obalne crte iznosi 2,91 km.

## Vanjske poveznice
|  | Zajednički poslužitelj ima još gradiva o temi Borovnik (Kornat) |